# 施蒂尔普纳格尔

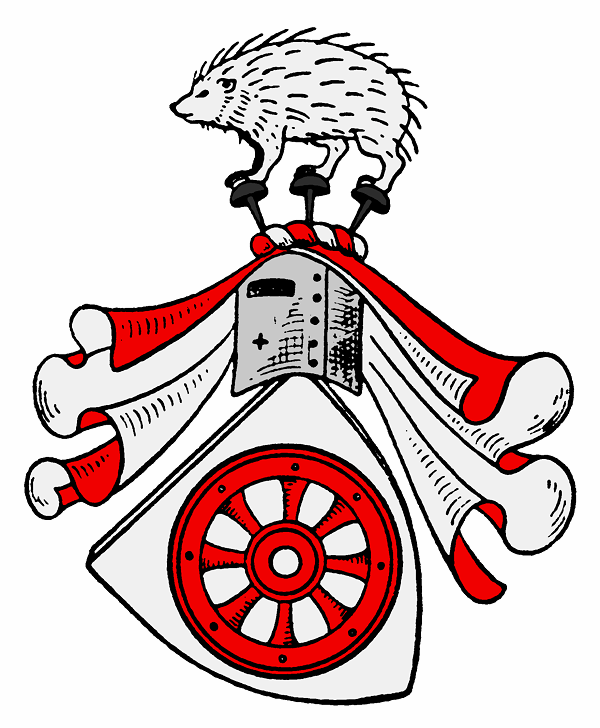
施蒂爾普納格爾家族的徽章

施蒂尔普纳格尔家族是一个历史悠久的德意志贵族世家，源自勃兰登堡的乌克马克县。德意志帝國时期，该家族部分成员曾在军队中身居高位。

## 历史
史料对该家族的首次记载出现在1321年，该家族的先祖中有個人叫瓦伦丁·冯·施蒂尔普纳格尔（Valentin von Stülpnagel），生活在15世纪中叶。

## 著名成员
- 卡尔-海因里希·冯·施蒂尔普纳格尔，第二次世界大战期間納粹德國将军。
- 弗里德里希·冯·施蒂尔普纳格尔，德國田徑運動員，曾參加1936年夏季奧運會